# Планетарна хабиталност
Планетарна хабиталностили планетарна прикладност за становање је мера потенцијала неког астрономског тела (планете или природних сателита) да развије и подржи живот. Како је тренутно неизвесно постојање живота ван планете Земље, планетарна хабиталност је у великој мери екстраполација услова на Земљи и карактеристика Сунца и Сунчевог система које изгледају погодне за развој живота, посебно фактори који би подржали сложене, вишећелијске организме, а не само проста једноћелијска бића.
Идеја о постојању живота ван Земље није нова, иако су тек крајем 20. века открићем вансоларних
планета, обезбеђене додатне информације за истраживања о могућем екстратерестралном животу. Ипак оно што је најважније је потврда да Сунце није једина звезда око које се окрећу планете, што је проширило могућности за истраживање хабиталности ван Сунчевог система.

## Услови за хабиталност астрономског тела
Најважнији услов да би планете могла да подржи живот је да има извор енергије, али појам планетарне хабиталности такође подразумева да морају да буду испуњени геофизифики, геохемијски и астрофизички услови за живот.
Прича о планетарној хабиталности почиње са Звездама. Док небеских тела која су уопштено слична
Земљи могу да да буде у изобиљу, важно је само да њихови већи системи буду подесни за живот. Под
покровитељством СЕТИ пројекта, „Феникс” научнице Маргарета Тернбал и Џил Тартер 2002. године су
развиле, Каталог хабиталних звезданих систем. Каталог је састављан на основу увида у готово 120.000 Звезда из већег, Хипарховог Каталога и представља веће језгро од 17.000, „хабзвезда” тако да су критеријуми селекције која је направљена обезбедила добру полазну основу за схватање који су астрофизички фактори неопходни да би планете биле хабиталне.
Карактеристике Звезда „средње класе” које се сматрају важним за планетарну хабиталност
- Живе најмање неколико милијарди година, остављајући довољно времена да се на њима развије живот. Луминозније звезде главног низа спектралне класе О, Б или А обично живе мање од милијарду година, а у изузетним случајевима и мање од 10 милиона година.
- Емитују довољно високофреквентног ултраљубичастог зрачења да покрену важну атмосферску динамику као што је стварање озона, али не у толикој мери да јонизација разори почетни живот.
- Могуће је да постоји течна вода на површини планете које орбитирају око њих на растојању које не доводи до, „закуцавања” планете.
- Нити су сувише вруће нити превише хладне и живе довољно дуго да би на њима могао да се развије живот. Овај спектрални домет се односи на 5 до 10% звезда у Млечном путу. Да ли су звезде црвени патуљци такође добри домаћини хабиталним планетама, остаје отворено питање, јер је откривено да, „супер-Земља” Gliese 581 c орбитира у хабиталној зони око овакве звезде и могуће је да има течну воду.

## Карактеристике планета
Главна претпоставка о хабиталним планетама је да су оне терестричког типа. Такве планете реда
величине Земљине масе су углавном састављене од силикатних стена, Гасовити гиганти су искључени јер
немају чврст површину, али њихови природни сателити могли би да буду савршени кандидати за домаћине
некаквом облику живота.
Анализирајући које би окружење вероватно подрзжало живот, често се прави разлика између простих, једноћелијских облика живота (бактерије), и сложених вишеделијских организама. Једноћелијски облици живота неизбежно су претеча вишећелијских, али не постоји доказ да би на месту где се појаве једноцелијски облици то довело и до стварања вишећелијских.
Особине планете као што су маса, ротација, орбита итд. сматрају се кључним за настанак живота уопште, али би сметње за хабиталност требало да се сматрају већим за вишећелијске организме.

### Маса планете
Планете мале масе нису идеалне за живот из следећих разлога:
- Прво, њихова мала гравитација отежава одржавање атмосфере. Планете без густе атмосфере имају слабу изолацију и слаби су проводници топлоте кроз своје површине а такођде имају и мању заштиту од високофреквентног зрачења и метеороида. Тамо где је атмосфера мања од 0,006 Земљиних атмосфера, вода не може да постоји у течном стању јер нема неопходног атмосферског притиска од 4,56 ммХг (608 Па).
- Друго, мање планете имају мањи пречник. Оваква тела имају тенденцију да преосталу енергију изгубе одмах по настанку и постају геолошки мртве јер им недостају земљотреси, вулкани и тектонскеактивности, која би њихову површину снабдевала материјама неопходним за живот, а њихову атмосферу регулатором температуре као што је угљен-диоксид.

Маса није једини критеријум стварања магнетног поља, тако да већа планета мора да ротира довољно брзо да би у свом језгру произвела динамо ефекат.

### Орбита и ротација
Ексцентритет орбите, који представља разлику између најближег и најдаљег положаја планете у њеној орбити око матифине звезде, од посебног је значаја за живот на њој, јер што је већи ексцентритет, већа су и колебања температуре на површини планете. То је нарочито неповољна ако термпературна колебања прелазе тачку мржњења и тачку кључања воде.
Земљина орбита је готово потпуно кружна са ексцентритетом мањим од 0,02; док су ексцентритети свих
планета Сунчвог система са изузетком Меркура такође врло благи.
Ексцентритет орбита у 90% откривених вансоларних планета је већи од ових у Сунчевом систему, што
може бити потенцијална препрека за насељавање, али није сасвим јасно утврђено колики би орбитални ексцентритет довео до критичног проблема.
Сем тога, елиптичне орбите су нестабилне (због неједнаког гравитационог утицаја осталих тела система на различите делове орбите, и због могућег укрштања са орбитама других тела).
Кретање планете око своје осе такође мора испунити одређене услове да би на њој било могућности за развој живота. Пре свега планете мора имати годишња доба. Ако је нагиб осе у односу на раван еклиптике јако мали, или га уопште нема неће бити годишњих доба. Исто тако, ако је планета под великим нагибом, годишња доба ће бити екстремна.
Планета треба да ротира релативно брзо, како не би циклус дан-ноћ био превише дугачак. Ако дан траје
јако дуго разлика температура између дневне и ноћне стране планете биле би екстремне (пре свега јако ниске) што је неповољно за живот. Тешко је замислити биологију која би објаснила живот на тако ниским температурама, јер иако су наведени елементи у течном стању на тако ниским температурама молекули су успавани те је и евентуални живота такав: једва да се разликује од неживе природе.

### Геохемија
Да би се живот уопште развијао потребно је да у саставу неке планете буду елементи неопходни за развој живота. Пре свега то спадају: C, N, O и H. Ова четири елемента заједно чине 96% Земљине биомасе. Према томе облак од кога су сачињене планете мора бити богат овим елементима. У нашој Галаксији ове звезде припадају Популацији I и леже у галактичком диску.